# 渋川市立子持中学校
渋川市立子持中学校 (しぶかわしりつこもちちゅうがっこう) は、群馬県渋川市にある公立中学校である。渋川市立長尾小学校及び渋川市立中郷小学校、渋川市立小野上小学校が通学区域の生徒が通学している。略称は、子持中 (こもちちゅう)、子持中学 (こもちちゅうがく)。

## 沿革
- 1947年4月1日 - 白郷井村立白郷井中学校、長尾村立長尾中学校設置[2]
- 1960年9月1日 - 町村合併により、子持村立長尾中学校、白郷井中学校となる。
- 1970年4月1日 - 学校統合により、子持村立子持中学校長尾教場、子持中学校白郷井教場となる。
- 1972年4月1日 - 新校舎開校

(1971年12月25日校舎竣工、1972年3月23日移転)
- 1973年1月29日 - 体育館竣工
- 1974年2月20日 - 校歌制定
- 1979年5月25日 - 開校10周年記念式典
- 1984年1月31日 - 学校食堂竣工
- 1984年2月20日 - 食堂で給食開始
- 1989年10月15日 - 開校20周年記念式典
- 1989年 - 第4回全日本人文字コンテスト第1位
- 1994年6月2日 - 　開校25周年記念航空写真撮影
- 1999年4月1日 - 子持村立子持中学校創立30周年
- 2006年2月20日 - 市町村合併により、渋川市立子持中学校となる。
- 2009年4月1日 - 渋川市立子持中学校創立40周年
- 2016年4月1日 - 渋川市立小野上中学校と再編統合。小野上小学校が通学区域の生徒が通学するようになる。

## 部活動
部活動は、運動部と文化部に分けられている。2025年 (令和7年)現在、部活動の入部は強制されていない。

### 運動部
- 陸上部
- ソフトボール部 (女子のみ)
- 男子テニス部
- 女子テニス部
- 男子卓球部
- 女子卓球部
- 男子バスケットボール部
- 女子バスケットボール部
- 剣道部
- 柔道部

### 文化部
- 吹奏楽部
- 美術部

## 近隣の施設
- 渋川市立中郷小学校
- 渋川市立長尾小学校

## 出身著名人
- 高木勉 (渋川市長)

## その他
- 現在、生徒会による校則の見直しがされている。